# Fuentes de Año
Fuentes de Año es un municipio y localidad española de la provincia de Ávila, en la comunidad autónoma de Castilla y León. El término municipal, por el que discurre el río Valtodano, tiene una población de 88 habitantes (INE 2024).

## Geografía
La localidad está situada a una altitud de 822 m sobre el nivel del mar. El término municipal es atravesado por el río Valtodano, afluente del río Zapardiel. Dicho río ha causado algunas inundaciones, teniendo Fuentes de Año la categoría de "riesgo bajo" poblacional de inundación según el Plan de Protección Civil. Dicho plan divide los municipios en función del riesgo siguiendo un criterio poblacional, dividiéndolo en cuatro categorías: sin riesgo, riesgo bajo, riesgo medio y riesgo alto (este generalmente reservado para municipios muy poblados). 

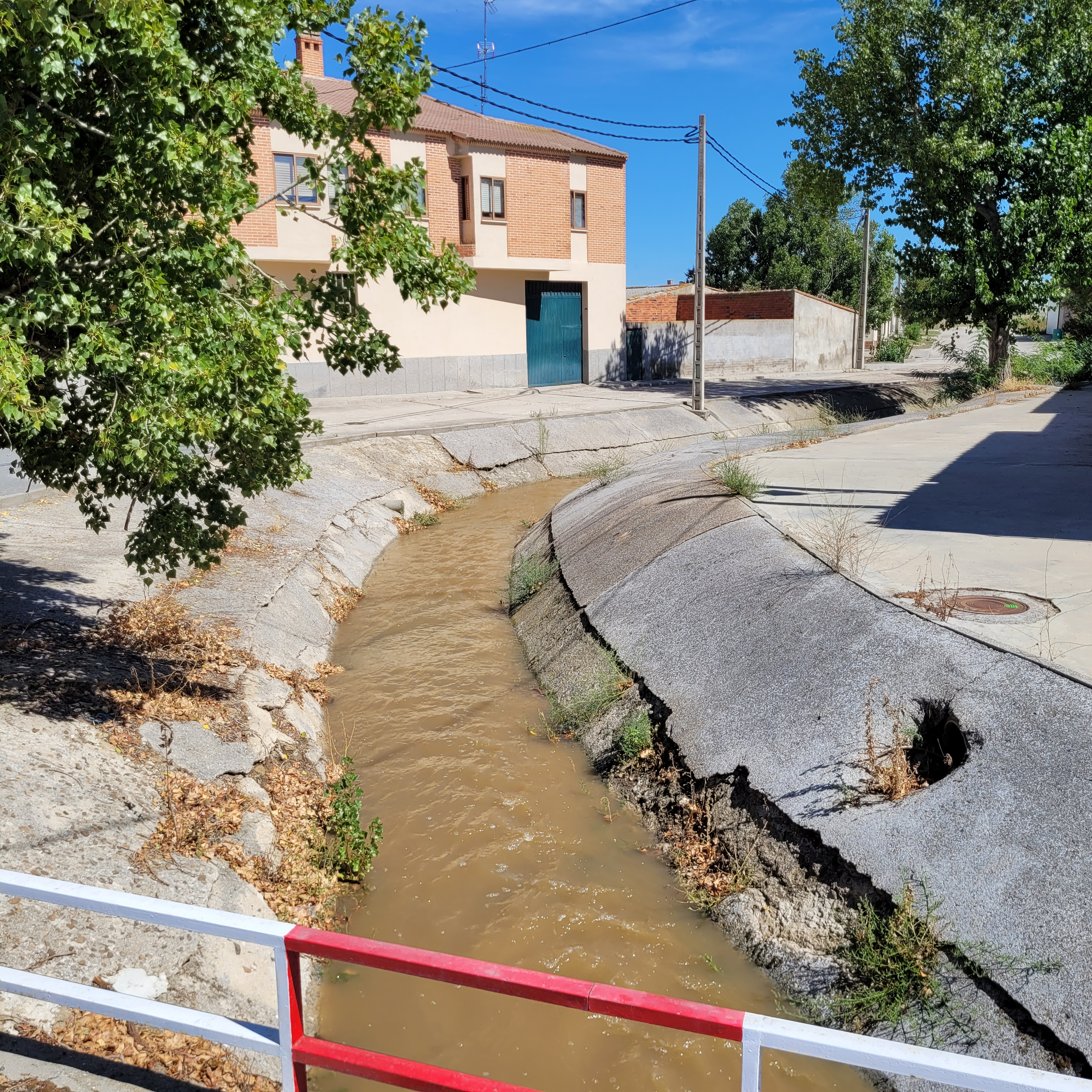
Río Valtodano canalizado por el casco urbano de Fuentes de Año

Fuentes de Año se encuentra en plena llanura de inundación de dicho río, que aunque de escaso caudal permite que se mantenga un bosque de ribera bastante bien conservado y bastante singular considerando la deforestación generalizada de todos los ríos de la comarca de la Moraña, y en especial la cuenca del Zapardiel a la que pertenece.
Su caudal bajo históricamente, le permitía mantener dos molinos en Fuentes de Año: el Molino de Arriba y el Molino de Abajo, que forman parte del patrimonio cultural hidráulico de este río, lo cual lo llevó a conocerse en algunas obras vulgarmente como "arroyo de Los Molinos" en referencia a estas construcciones que eran relativamente frecuentes únicamente en los principales ríos de la comarca (Zapardiel, Trabancos, Rivilla y Arevalillo) y a ser un río pequeño.
No obstante, en la actualidad el río Valtodano, al igual que el resto de ríos de la comarca ha cambiado de río ganador a perdedor debido a la mala situación de sobreexplotación de la Masa Subterránea de Medina del Campo-La Moraña, por lo que una buena parte del año permanece seco a excepción de épocas húmedas.
Además el río Valtodano se encuentra recomendado dentro del PÍO 02 (Punto de Interés Ornitológico 02) "Laguna del Regajal" ,(uno de los 15 de la provincia de Ávila) mencionándose como recurso natural de interés turístico de Fuentes de Año.
En cuanto a su ubicación, se puede consultar la siguiente tabla:
| Noroeste: Barromán         | Norte: Barromán | Noreste: Villanueva del Aceral |
| Oeste: Cabezas del Pozo    |                 | Este: Villanueva del Aceral    |
| Suroeste: Cabezas del Pozo | Sur: Canales    | Sureste: Langa                 |

## Historia
Hacia mediados del siglo XIX, la villa tenía contabilizada una población de 432 habitantes. Aparece descrita en el octavo volumen del Diccionario geográfico-estadístico-histórico de España y sus posesiones de Ultramar de Pascual Madoz de la siguiente manera:

FUENTES DE AÑO: v. con ayunt. en la prov. y dióc. de Avila (9 leg.), part. jud. de Arévalo (3), aud. terr. de Madrid (24), c. g. de Castilla la Vieja (Valladolid 2 1/2): sit. en terreno algun tanto hondo, le combaten sin embargo los vientos y su clima es propenso á fiebres intermitentes: tiene sobre 100 casas, inclusa la del ayunt., una plaza; escuela de instruccion primaria comun á ambos sexos, una fuente de buenas aguas con 2 caños y un magnífico pilon que sirve de abrevadero para los ganados, y una igl. parr. (Ntra. Sra. de la Asuncion) servida por un párroco, cuyo curato es de segundo ascenso, de presentacion de S. M. en los meses apostólicos, y del ob. en los ordinarios; en los afueras de la pobl., y en parage que no ofende la salud pública está el cementerio. El térm. se estiende una leg. de N. á S. é igual dist. de E. á O., y confina N. Sinlabajos; E. Villanueva del Azeral; S. Canales, y O. Cabezas del Pozo: comprende el desp. titulado Raliegos (V.) 3.000 fan. de tierra cultivada y 100 incultas: de las cultivadas 800 de primera suerte, 1,000 de segunda y 600 de tercera, y algunos pastos con algo de viñedo; le atraviesan 2 arroyuelos sin nombre, ambos de escaso caudal y curso interrumpido; el uno de ellos pasa por parte de la pobl.: el terreno en lo general es llano, pedregoso y de miga. caminos: los que dirigen á los pueblos limítrofes y la calzada que de Arévalo conduce á Peñaranda. pobl.: trigo, cebada, centeno, vino, algarrobas, garbanzos y legumbres; mantiene ganado lanar y vacuno; caza de liebres, perdices y algunos lobos. ind. y comercio: la agrícola y esportacion de los frutos sobrantes á los mercados de la cab. del part. y Medina del Campo en cuyos puntos los hab. se surten de todo lo necesario. pobl.: 99 vec., 432 alm. cap. prod.: 710,050 rs. imp.: 28,202 rs. ind. y fabril: 6,950. contr.: 19,417.
(Madoz, 1847a, pp. 244-245)

## Demografía
Fuentes de Año cuenta con una población de 88 habitantes (INE 2024).
| Gráfica de evolución demográfica de Fuentes de Año entre 1842 y 2021                                                  |
| |
| Población de derecho según los censos de población del INE. Población de hecho según los censos de población del INE. |

## Economía
Villa eminentemente agrícola y ganadera, es rica en agua subterránea por lo que el regadío está fuertemente implantado, principalmente en la remolacha azucarera y las patatas, aunque también son vastos los cultivos de cereal. El primer cultivador de remolacha azucarera en la villa y en el contorno, creando un sistema de riegos de tubos de barro cocido con bridas de hierro fue Félix Maroto Muñoyerro, quien vio unas pruebas de dicho cultivo durante un viaje a Zaragoza, cerca del río Ebro.

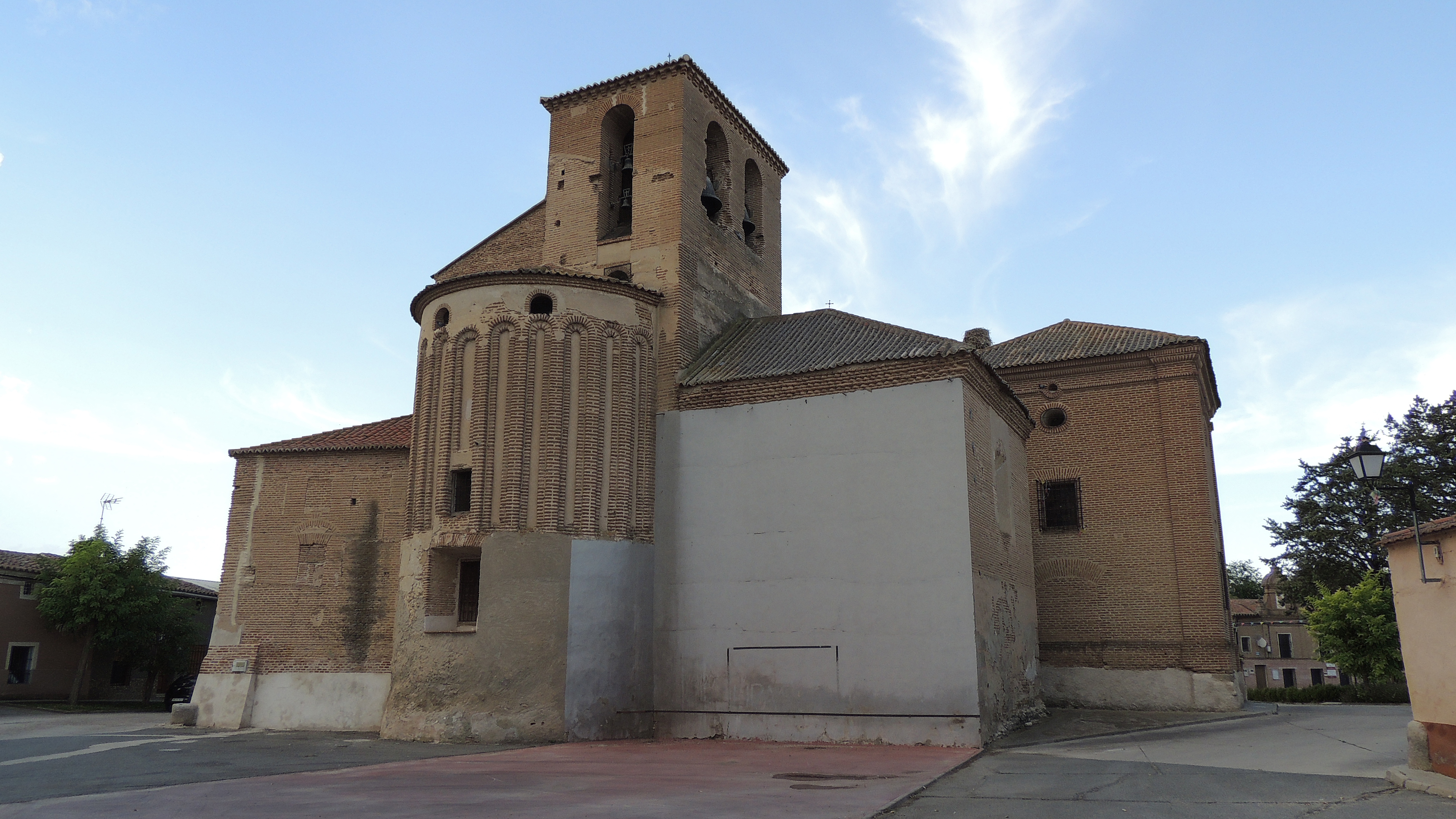
Iglesia de Nuestra Señora de la Asunción

La ganadería porcina y bobina es otra de las riquezas de la villa.

## Patrimonio
En la localidad hay una iglesia bajo la advocación de Nuestra Señora de la Asunción. Consta de varias calles, siendo las principales la plaza rectangular, diseñada antes que el caserío, con su palacio del marquesado o del conde de Valdeláguila junto a la iglesia, la calle Larga, la calle del Hospital que lleva por nombre al antiguo hospital de siglos pasados, calle nomenclatura, calle de la Fuente y calle Cangrejo, seguramente por la cantidad de crustáceos que se encontraban en el río y arroyos cercanos.